# Ga Omokcheon
Ga Omokcheon (Đại học Nữ sinh Suwon) (Tiếng Hàn: 오목천역, Hanja: 梧木川驛) là ga tàu điện ngầm trên Tuyến Suin–Bundang, nằm ở Omokcheon-dong, Gwonseon-gu, Suwon-si, Gyeonggi-do.

## Lịch sử
- 25 tháng 10 năm 2019: Tên ga được quyết định là Ga Omokcheon[1]
- 2 tháng 2 năm 2020: Chạy thử toàn diện giữa Suwon - Đại học Hanyang tại Ansan[2]
- 29 tháng 5 năm 2020: Được sửa đổi thành 4,3 km dựa trên Ga Suwon theo thời điểm bắt đầu sử dụng bảng khoảng cách đường sắt.[3]
- 12 tháng 9 năm 2020: Khai trương Tuyến Suin–Bundang

## Bố trí ga
| ↑ Gosaek  |
| \| １     |
| Eocheon ↓ |

| １ | ●Tuyến Suin–Bundang | ← Hướng đi Gosaek · Wangsimni · Cheongnyangni              |
| ２ | ●Tuyến Suin–Bundang | → Hướng đi Eocheon · Đại học Hanyang tại Ansan · Incheon → |

## Xung quanh nhà ga
- Trường trung học nữ sinh Youngshin
- Trường trung học cơ sở Youngshin
- Omokcheon-dong Cheonggu 2 APT
- Gwonseon Namkwang House Story APT
- Công viên Thiếu nhi Omokcheon
- Đại học Mở Quốc gia Hàn Quốc Đại học Khu vực Gyeonggi
- Cơ sở Inje của Đại học Nữ sinh Suwon
- Sangsong Village Jugong APT